# V когорта далматов
V когорта далматов (лат. Cohors V Delmatarum) — вспомогательное подразделение армии Древнего Рима.
Когорта, вероятно, была набрана в правление императора Октавиана Августа из жителей Далмации после 9 года. К эпохе царствования Клавдия подразделение уже существовало. Непонятно, почему две далматские когорты имеют порядковый номер V: одна, о которой речь пойдёт дальше и V когорта римских граждан далматов. Спол предполагает, что последнее подразделение может быть переименованной I когортой либурнов. Когорта впервые появляется в датируемой эпиграфической записи в 74 году в Германии (вероятно, Верхней). Она всё ещё дислоцировалась в Верхней Германии в 185 году (это последняя датируемая надпись). Плита с упоминанием когорты была найдена в римском форте Бокинген. Существуют также эпитафии с упоминанием служащих подразделения из Арнсбурга, Могунциака и Висбадена. Известно имя префекта когорты и двух центурионов.